# Батинова, Елена Викторовна
Еле́на Ви́кторовна Ба́тинова (19 октября 1972 года, Волгоград) — российская радио- и телеведущая, продюсер.

## Биография
Елена Батинова родилась 19 октября 1972 года в Волгограде. Окончила филологический факультет Волгоградского социально-педагогического университета.

### Радио
Начала свою радиокарьеру на радио «Магнат» в Волгограде в 1997 году. Являлась ведущей утреннего шоу «Бодрое утро с Леной и Максом».
В августе 1999 года переехала работать в Москву. 6 ноября того же года начала работать RJ на радио «Европа Плюс», вела программу «Презент».
В 2000 году вела шоу «Европейская зорька» с Петром Фадеевым, которое было награждено «Премией Попова» за лучшее утреннее шоу.
В 2002 году шоу «Европейская зорька» в дуэте с Аркадием Джемом награждено премией «Радиомания—2002».
С 2002 по 2003 год работала на радио «Хит FM», вела утреннее шоу «No Pasaran!» с Павлом Волей и Евгением Агабековым, позднее — вечернее шоу «На самом деле».
В 2004 году работала на «Радио Русский Берлин» в Германии.
После переезда в Санкт-Петербург, работала на радио «Европа Плюс Санкт-Петербург».
С июля 2008 по ноябрь 2009 года — ведущая «Трахты-Барахты шоу» в паре с Романом Трахтенбергом на радио «Маяк».
С 2010 года была ведущей и продюсером шоу «По-большому!» на радио «Маяк» (вместе с Максимом Ковалевским).
С сентября 2010 по декабрь 2013 года — ведущая программы «Валенки-шоу» на «Маяке» (совместно с Вадимом Тихомировым).
С 2014 по 2 апреля 2015 года — ведущая, креативный и исполнительный продюсер «Утреннего шоу» на радио «Весна ФМ».
С сентября 2015 по сентябрь 2016 года — ведущая утреннего шоу на радиостанции «Best FM».
С 2018 года — ведущая и продюсер утреннего шоу на радио «Hit FM» (Лимассол).
В настоящее время — аудитор, консультант региональных и международных радиостанций.

### Телевидение
В период с 2002 по 2007 год комментировала с российской стороны конкурс песни «Евровидение» в паре с Юрием Аксютой на «Первом канале».
В 2005 году — продюсер канала «СТВ-7» в Липецке, продюсер и ведущая вечернего шоу «Сделано в Липецке».
В 2008 году вела программу о материнстве «Наше всё!» на телеканале «НТВ».
С 19 апреля 2014 по 7 января 2017 года была ведущей передачи о детских сказках «Воображариум» на канале «Карусель».
В 2016 году — ведущая двух сезонов программы «Страшная любовь» на телеканале «СТС Love».

## Дубляж
- 2009 — «Рок-волна» — Элинор (роль Дженьюари Джонс)[15]